# Jimara gamba
Jimara gamba är en insektsart som beskrevs av Irena Dworakowska 1977. Jimara gamba ingår i släktet Jimara och familjen dvärgstritar.
Artens utbredningsområde är Nigeria. Inga underarter finns listade i Catalogue of Life.